# Liste der geschützten Landschaftsbestandteile im Landkreis Donau-Ries
Im Landkreis Donau-Ries gab es im Februar 2023 insgesamt 9 ausgewiesene geschützte Landschaftsbestandteile.

## Geschützte Landschaftsbestandteile
| Hausberg bei Riedheim (östlicher Teil)         | BW | LB-01574 | Holzheim                               | ⊙ | 2,94 |  |
| Hausberg bei Riedheim (westlicher Teil)        | BW | LB-01573 | Holzheim                               | ⊙ | 6,23 |  |
| Karholz                                        | BW | LB-01572 | Tapfheim                               | ⊙ | 7,30 |  |
| Kastanienallee beim Schloß Oberndorf           |    | LB-01571 | Oberndorf a.Lech                       | ⊙ | 0,34 |  |
| Lindenalleen nordwestl. von Kaisheim           | BW | LB-01568 | Kaisheim                               | ⊙ |      |  |
| Lindenalleen nordwestl. von Kaisheim           | BW | LB-01569 | Kaisheim Vier Teilflächen:             | ⊙ | 8,00 |  |
| Orchideenwiese Hopfengarten                    | BW | LB-01570 | Kaisheim                               | ⊙ | 1,73 |  |
| Schloßpark Lierheim                            |    | LB-01567 | Möttingen                              | ⊙ | 3,53 |  |
| Usselwiesen                                    | BW | LB-01454 | Monheim, Fünfstetten Zwei Teilflächen: | ⊙ | 7,27 |  |
| Legende für Geschützter Landschaftsbestandteil |    |          |                                        |   |      |  |